# Hefshuizen
Hefshuizen is een voormalige Nederlandse gemeente in de provincie Groningen, die in 1979 werd gevormd door de samenvoeging van de gemeenten Uithuizen en Uithuizermeeden, een gedeelte van de gemeente 't Zandt en een gedeelte van de gemeente Bierum. De twee gedeelten van 't Zandt en Bierum werden toegevoegd om gebied van de Eemshaven in één gemeente te positioneren.
De naam betrof een samenvoeging van hef met de betekenis van 'zee' (vergelijk haf) en afkomstig van de naam van het dorp Hefswal, en huizen, dat zowel uit de namen Uithuizen als uit Uithuizermeeden komt. Op 10 mei 1979 werd de vlag van Uithuizen door de gemeenteraad vastgesteld als gemeentevlag voor Hefshuizen.
In 1990 werden de gemeenten Kantens, Usquert en Warffum toegevoegd aan Hefshuizen.
De naam werd als gekunsteld ervaren en de gemeente besloot zich vanaf 1992 Eemsmond te noemen.